# منطقة فازيلكا
منطقة فازيلكا رمزها «FA» (بالإنجليزية: Fazilka  District)‏ ، هو تقسيم إداري لدولة الهند تتبع ولاية بنجاب (بالإنجليزية: Punjab)‏ ، مركزها هو مدينة فازيلكا (بالإنجليزية: Fazilka)‏ عدد سكانها حسب تعداد سنة 2001 هو 1,998,464 ، مساحتها 5,021 كم² وكثافة السكان 398 لكل كم² .